# Abdelraouf al-Rawabdeh

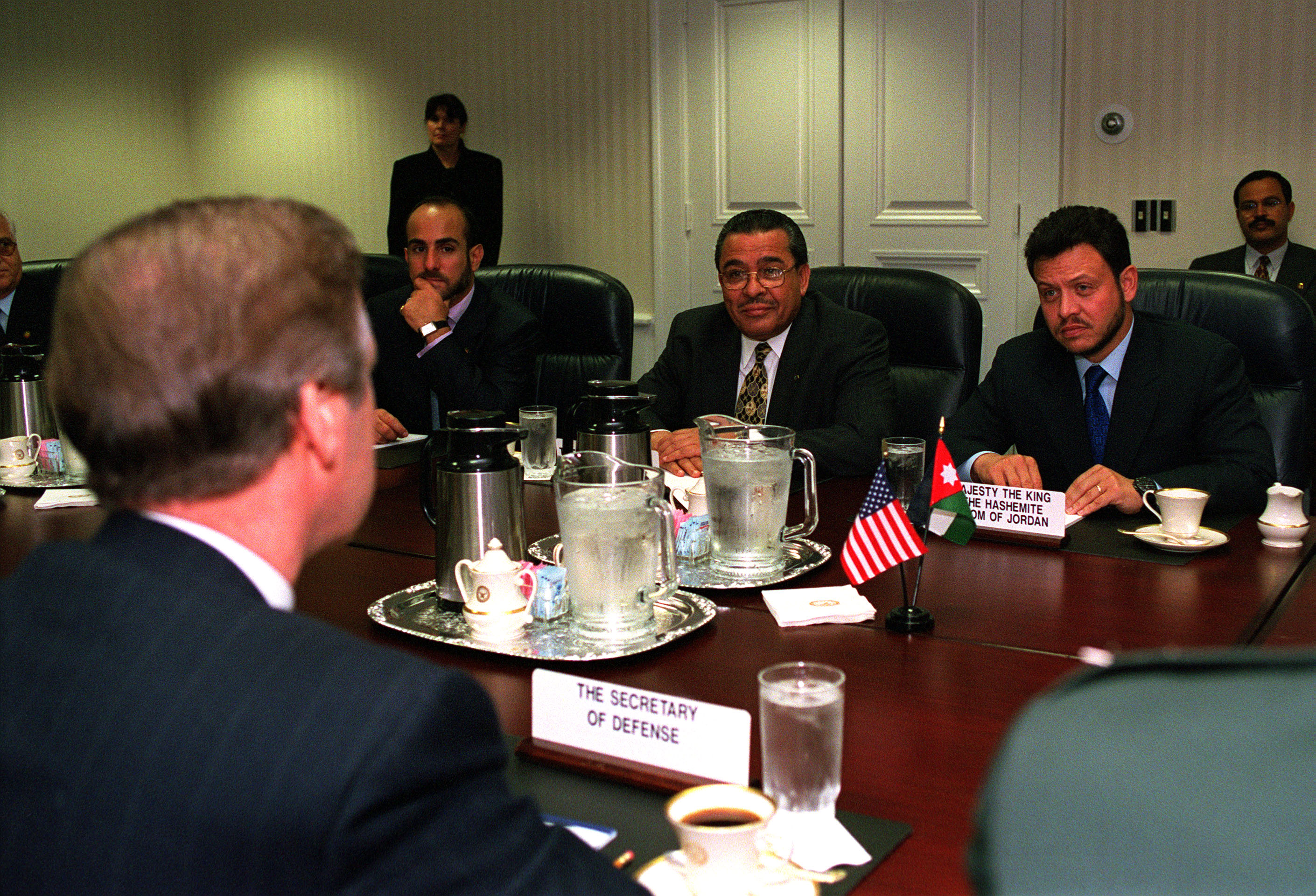
Abdelraouf al-Rawabdeh (Mitte) neben König Abdullah II. bin al-Hussein (rechts) im Gespräch mit dem damaligen US-Außenminister William Cohen (20. Mai 1999)

Abdelraouf al-Rawabdeh (Alternativname: ʿAbd al-Raʾuf al-Rawabda; arabisch عبد الرؤوف الروابدة; * 18. Februar 1939 in Irbid, Transjordanien) ist ein jordanischer Politiker, der unter anderem zwischen 1999 und 2000 Ministerpräsident von Jordanien war.

## Leben
Al-Rawabdeh absolvierte ein Pharmaziestudium an der Amerikanischen Universität Beirut (AUB), das er 1962 mit einem Bachelor of Science (B.Sc.) abschloss. Danach war er zwischen 1964 und 1976 Dozent an der Fakultät für Krankenpflege der Universität von Jordanien.
1976 bis 1978 war al-Rawabdeh Kommunikationsminister sowie zugleich zwischen 1977 und 1979 Gesundheitsminister im ersten Kabinett von Ministerpräsident Mudar Badran. Zugleich gehörte er zwischen April 1978 und Februar 1983 dem Nationalen Thronrat an, dessen Vizepräsident er von April 1982 bis Februar 1983 war. Zugleich war er zwischen 1982 und 1991 Dozent an der Pharmazeutischen Fakultät der Universität von Jordanien sowie von 1983 bis 1986 Bürgermeister von Amman. Er bekleidete zwischen 1989 und 1991 im dritten Kabinett von Ministerpräsident Mudran das Amt des Ministers für öffentliche Arbeiten und Wohnungsbau. Im November 1989 wurde er zugleich Mitglied der Abgeordnetenversammlung (Maǧlis an-Nuwwāb), der er bis Juni 2001 angehörte. In der ersten Regierung von Ministerpräsident Abdelsalam al-Majali sowie im dritten Kabinett von Ministerpräsident Zaid ibn Shaker fungierte er von 1994 bis 1996 als Bildungsminister.
Am 4. März 1999 wurde der parteilose al-Rawabdeh als Nachfolger von Fayez al-Tarawneh schließlich selbst Ministerpräsident von Jordanien und behielt dieses Amt bis zu seiner Ablösung durch Ali Abu al-Ragheb am 19. Juni 2000. Er übernahm in seiner Regierung zusätzlich das Amt des Verteidigungsministers.
Im November 2001 wurde der loyal zum König Abdullah II. bin al-Hussein stehende al-Rawabdeh Mitglied des Senats (Maǧlis al-Aʿyān), des vom König ernannten Oberhauses des jordanischen Parlaments (Madschlis al-Umma). In dieser Zeit war er zwischen 2001 und Mai 2003 auch Erster Vizepräsident des Senats. Im Juli 2003 wurde er wiederum Mitglied der Abgeordnetenversammlung, ehe er 2010 erneut zum Mitglied des Senats ernannt wurde. Zugleich war er zwischen 2010 und 2013 abermals Erster Vizepräsident des Senats. Zuletzt war er als Nachfolger von Taher al-Masri vom 24. Oktober 2013 bis zu seiner Ablösung durch Faisal al-Fayiz am 25. Oktober 2015 Präsident des Senats.

## Weblink
- Eintrag in rulers.org